# Plettenbergbaai
Plettenbergbaai (Engels: Plettenberg Bay) is een plaats in de Zuid-Afrikaanse provincie West-Kaap. De stad telt ongeveer 6500 inwoners en ligt aan de Tuinroute.

## Geschiedenis
Portugese zeevaarders noemden de baai in de 15de eeuw Bahia Formosa, mooie baai. In de 18de eeuw werd het de Plettenbergbaai, naar Joachim Ammena van Plettenberg die van 1774 tot 1785 gouverneur was van de Kaapkolonie. In 1787 bouwde de Vereenigde Oostindische Compagnie in het dorp aan de baai een haven om hout te kunnen verschepen.

## Zee ecologie

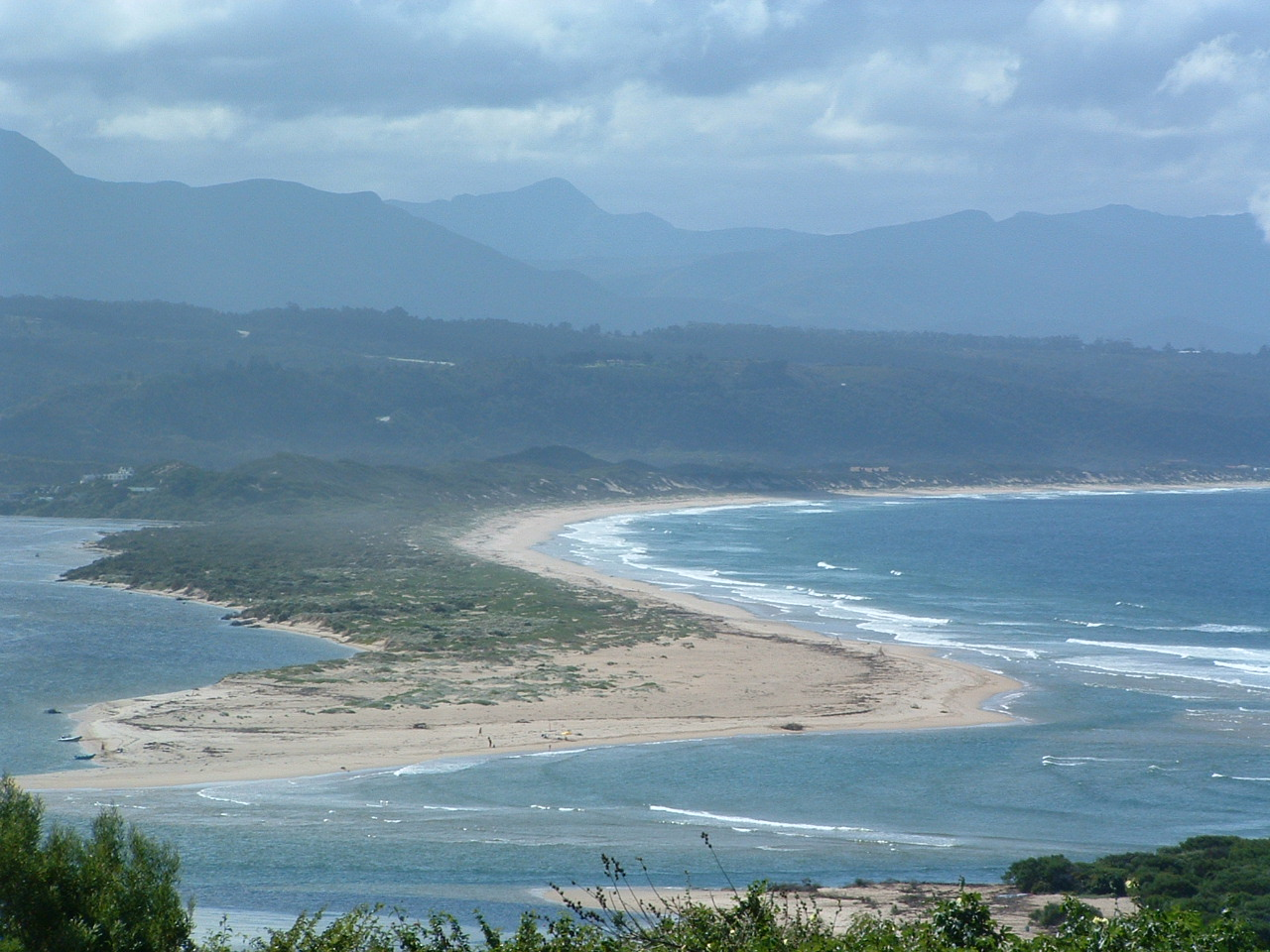
Keurbooms Riviermonding

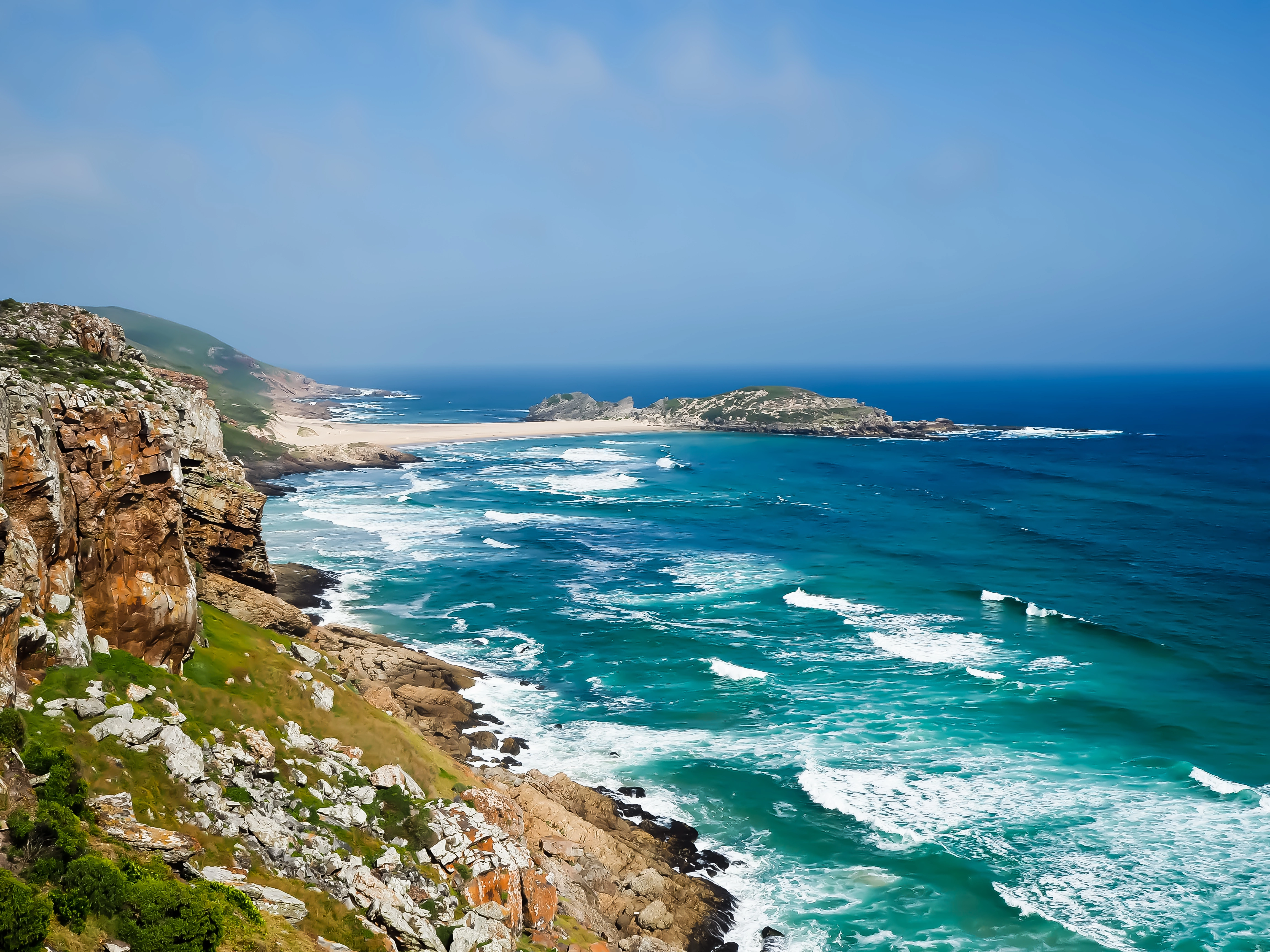
Robberg-schiereiland

Plettenbergbaai herbergt aan de monding van de Keurboomsrivier een van de grootste broedkolonies van meeuwen van Zuid-Afrika. Er zijn veel zeevogels te zien in het gebied en bij voorbeeld ook de Afrikaanse zwarte scholekster.
Het Robberg-schiereiland is de thuisbasis van een grote kolonie Kaapse pelsrobben; zeehonden die vaak te zien zijn in de branding bij het Robberg strand. Grote witte haaien, aangetrokken door de zeehondenkolonie, kunnen ook worden gezien vanuit de stad en de Robberg. Sommige soorten walvissen bezoeken de baai het hele jaar door. Bultruggen trekken in juli en december voorbij. Orkas en noordse vinvissen worden af en toe waargenomen. Er zijn drie soorten dolfijnen die het hele jaar door de baai bezoeken, namelijk de tuimelaar, de gewone dolfijn en de met uitsterven bedreigde bultrugdolfijn.
De baai ligt in de ecoregio Agulhas Bank, met name binnen de ecozone aan de kust van Agulhas.
Sportvissers zijn actief vanaf de rotsen, per boot vanaf Central Beach of de monding van Keurbooms. De activiteit van het zeeleven, zowel aan de oppervlakte als er onder, varieert sterk. Dat is afhankelijk van ofwel opwelling van diep koud water, ofwel van warm water van de Agulhasstroom langs de kust.
Een opvallende hier voorkomende bloemvormige zeeschelp, viooltjesschelp genaamd, is het symbool van de stad. Het zoeken naar deze schelpen op het strand is een populaire activiteit onder zowel bezoekers als de lokale bevolking.